# Diaparsis hyperae
Diaparsis hyperae là một loài tò vò trong họ Ichneumonidae.